# لندمارک پیناکل
لندمارک پیناکل (انگلیسی: Landmark Pinnacle) آسمان‌خراش اداری ۷۵ طبقه مستقر در شهر لندن، بریتانیا است، که در سال ۲۰۱۲ احداث گردید.